# Jalkovec
Jalkovec falu Horvátországban, Varasd megyében. Közigazgatásilag Varasdhoz tartozik.

## Fekvése
Varasd központjától 3 km-re délnyugatra fekszik.

## Története
A falu területe valószínűleg már a 12. századtól a johannita lovagrend birtoka volt, akiket 1238-ban IV. Béla is megerősített itteni birtokaikban. Egy 1201-es okirat szerint a johanniták falva a Plitvice-patak révének közelében volt található. A falut a 15. században Velkovecnek nevezték és a történészek a mai Jalkoveccel azonosítják.
Jalkovec későbbi birtokosa túrmezei Kostajnicából származó Joszipovich család volt, akik a 18. században szerezték meg a birtokot. Nemesi rangjukat 1765-ben Mária Teréziától kapták. A család, melynek nagy érdemei vannak a Csáktornyáról Zapresicsig vezető vasútvonal felépítésében 1911-ig volt a falu tulajdonosa. Ekkor Josipovich Imre halála után a kúriát a varasdi nemes Leitner István vásárolta meg, a hozzá tartozó földeket pedig kiárusították a helyi földműveseknek. Az új tulajdonos a régi Josipovich-kúriát lebontatta és helyére építtette fel a mai kastélyt.
A falunak 1857-ben 284, 1910-ben 535, túlnyomórészt horvát lakosa volt. 1920-ig Varasd vármegye Varasdi járásához tartozott. 2001-ben 1294 lakosa volt.

## Nevezetességei
- A Leitner-kastélyt[2] Leitner István varasdi vaskereskedő építtette 1911-ben a korábbi Josipovich-kúria helyén. A kastély Paul Schultze-Naumburg német építész tervei szerint épült eklektikus stílusban. Ezzel a Zagorje legfiatalabb kastélya. A kastélyt ma részben felújítva, kereskedelmi helyiségként használják. A körülötte fekvő szép parkban számos fa és növényritkaság található. Az őshonos fafajták mellett számos egzotikus faj is megtalálható. Az egy hektáros park már jóval a kastély építése előtt is létezett, eredeti szépségei közül a gyertyánfasor ma is megvan. Az egykori pálmaházból mára csak a bejárati portál maradt fenn.

- Az ún. „Római híd”[3] Jalkovec központjában található. A híd építési ideje a mai napig sem tisztázott. Egyesek szerint története a római korig nyúlik vissza, és az 1209-ben említett „pons muratus”-szal azonosítják. Ezen elméletek egyike sem került megerősítésre, így a híd keltezése továbbra is bizonytalan. A két szegmensíves kőből épült híd mérete 15,5 x 6,8 m.

## Híres emberek
- Itt született 1857. január 21-én Josipovich Géza jogász, országgyűlési képviselő, horvát-szlavón-dalmát miniszter.
- Itt a Josipovich-kúriában született 1890-ben báró Boroviczény Aladár legitimista politikus, IV. Károly kabinetirodájának utolsó főnöke.